# Cerapachys sulcinodis
Cerapachys sulcinodis (лат.) — вид муравьёв рода Cerapachys (Formicidae) из подсемейства Dorylinae (до 2014 в Cerapachyinae).

## Распространение
Встречаются в Юго-Восточной Азии: Вьетнам, Индия, Индонезия, Китай, Таиланд, Филиппины, Лаос.

## Описание
Мелкие муравьи буровато-чёрного цвета (длина около 5 мм). Усики 12-члениковые. Дорозальная поверхность узелка петиоля с гладкой срединной областью. Петиоль с округлыми спереди боками, дорзолатеральные углы петиоля отсутствуют. Предположительно, как и другие виды рода, мирмекофаги. Вид был впервые описан в 1889 году итальянским энтомологом Карлом Эмери.
Размер колонии в северном Таиланде достигал 1850 рабочих, что больше, чем у других некочевых муравьев-дорилинов. В отличие от настоящих кочевых муравьев, большинство колоний было полигинными. Королевы были эргатоидными (постоянно бескрылыми) и заметно крупнее рабочих, но морфологическая специализация была не столь сильной, как у королев кочевых муравьев. Рабочие сильно варьировали в размерах тела, но у них не было отличительных субкаст, как у многих родов настоящих кочевых муравьев. Эти биологические характеристики указывают на то, что комплекс C. sulcinodis обладает нетипичной биологией, напоминающей адаптивный синдром кочевых муравьев. Образцы вида, собранные в северном Таиланде продемонстрировали два разных типа эргатоидных цариц, которые легко различаются по внешней морфологии. Каждая колония содержала только один из двух типов цариц. Сосуществование двух типов цариц в одной колонии никогда не встречалось. Судя по результатам анализа ДНК-штрихкодирования, это два предполагаемых криптических вида, хотя рабочие обоих видов похожи, и их трудно различить по внешней морфологии.
Рабочие особи ведут дневной образ жизни и фуражируют группами до 100 особей. Они нападают на колонии других муравьев, а также питаются другими членистоногими. Кормление и продуктивность колоний высоки в сезон дождей и приостанавливаются в сухой сезон.